# Partido Convergencia Ciudadana
El Partido Convergencia Ciudadana fue un movimiento político colombiano, surgido cuando Luis Alberto Gil Castillo fue elegido diputado de Santander en 1997. Hizo parte de la coalición de partidos que apoyaron al gobierno de Álvaro Uribe Vélez. 
El partido fue uno de los más afectados con el escándalo de la parapolítica, puesto que sus principales miembros fueron detenidos por vínculos con narcotraficantes y paramilitares. Al desaparecer como movimiento, varios de sus miembros y familiares conformaron el Partido de Integración Nacional (PIN) que durante el año 2014 cambiaron el nombre al partido de la Opción Ciudadana.

## Conformación
Reducido al ámbito regional del departamento de Santander (donde Gil consiguió el escaño de diputado en 1997 y 2000), dio su salto a la política nacional al llegar con su fundador al Senado de la República en 2002. Luego de conformar la mesa de trabajo que a la postre daría origen al Polo Democrático Independiente, Convergencia Ciudadana decidió mantenerse como un movimiento independiente y alineado en el centro del esquema político colombiano.
Respaldó el gobierno del Presidente Uribe y consiguió agrupar a figuras muy heterogéneas que fueron rechazadas por los otros partidos uribistas por supuestos vínculos con el paramilitarismo, como Luis Eduardo Vives y Eleonora Pineda hoy detenidos por el escándalo de la Parapolítica.
En las elecciones legislativas de marzo de 2006 el partido fue desconocido como partido uribista; sin embargo le brindó apoyo a los programas de gobierno; el partido respaldó la reelección de Uribe y ahora cuenta con una bancada de 15 congresistas propios y ha hecho alianza con el Movimiento MPU y Apertura Liberal.

## Escándalo de la «Parapolítica»
El partido Convergencia Ciudadana fue uno de los más golpeados por el escándalo conocido como parapolítica. El senador Luis Eduardo Vives perteneciente a este movimiento, fue uno de los expulsados del Partido de la U por presuntos vínculos con paramilitares y de los primeros detenidos dentro del escándalo, por la sospecha de haberse favorecido electoralmente del apoyo de grupos armados ilegales de extrema derecha ligados al narcotráfico, en agosto de 2008 fue condenado a pagar 7 años de cárcel. Igualmente Eleonora Pineda que fue acogida por este movimiento a las elecciones de 2006, a pesar de no resultar elegida, también se encuentra detenida por el mismo escándalo y ha aceptado haber sido colaboradora de los jefes paramilitares. El expresidente del partido y exsenador Luis Alberto Gil, fue detenido por su presunto apoyo a grupos paramilitares, al igual que los exrepresentantes Luis Alfonso Riaño y Juan Manuel Herrera. También es investigado Óscar Josué Reyes. El partido también avaló al cuestionado General Rito Alejo del Río quien ha sido acusado de cometer crímenes de lesa humanidad. El 23 de abril de 2009 fue detenido el senador vallecaucano Juan Carlos Martínez Sinisterra señalado por desmovilizados de las AUC, entre ellos alias HH, de haber estado ligado a dicho grupo y a mafias del narcotráfico.

## Partido de Integración Nacional
El 9 de noviembre de 2009 en la convención Nacional de Convergencia Ciudadana se protocolizó la creación del nuevo Partido PIN  (Partido de Integración Nacional) donde se definió su mesa directiva con miras a las elecciones de 2010.